# Panhard & Levassor Type A
La Panhard & Levassor Type A avec moteur Type P2C puis Type P2D est une automobile du constructeur automobile français Panhard & Levassor. Produite à 195 exemplaires entre 1890 et 1896, elle est considérée avec son moteur Daimler Type P, comme la première voiture à moteur à essence produite en série de l'histoire de l'automobile,, .

## Historique
En 1886, l'inventeur allemand Carl Benz présente sa Benz Patent Motorwagen, premier prototype fonctionnel d'automobile à moteur à essence (1 cylindre) de sa conception, de l'histoire de l'automobile.

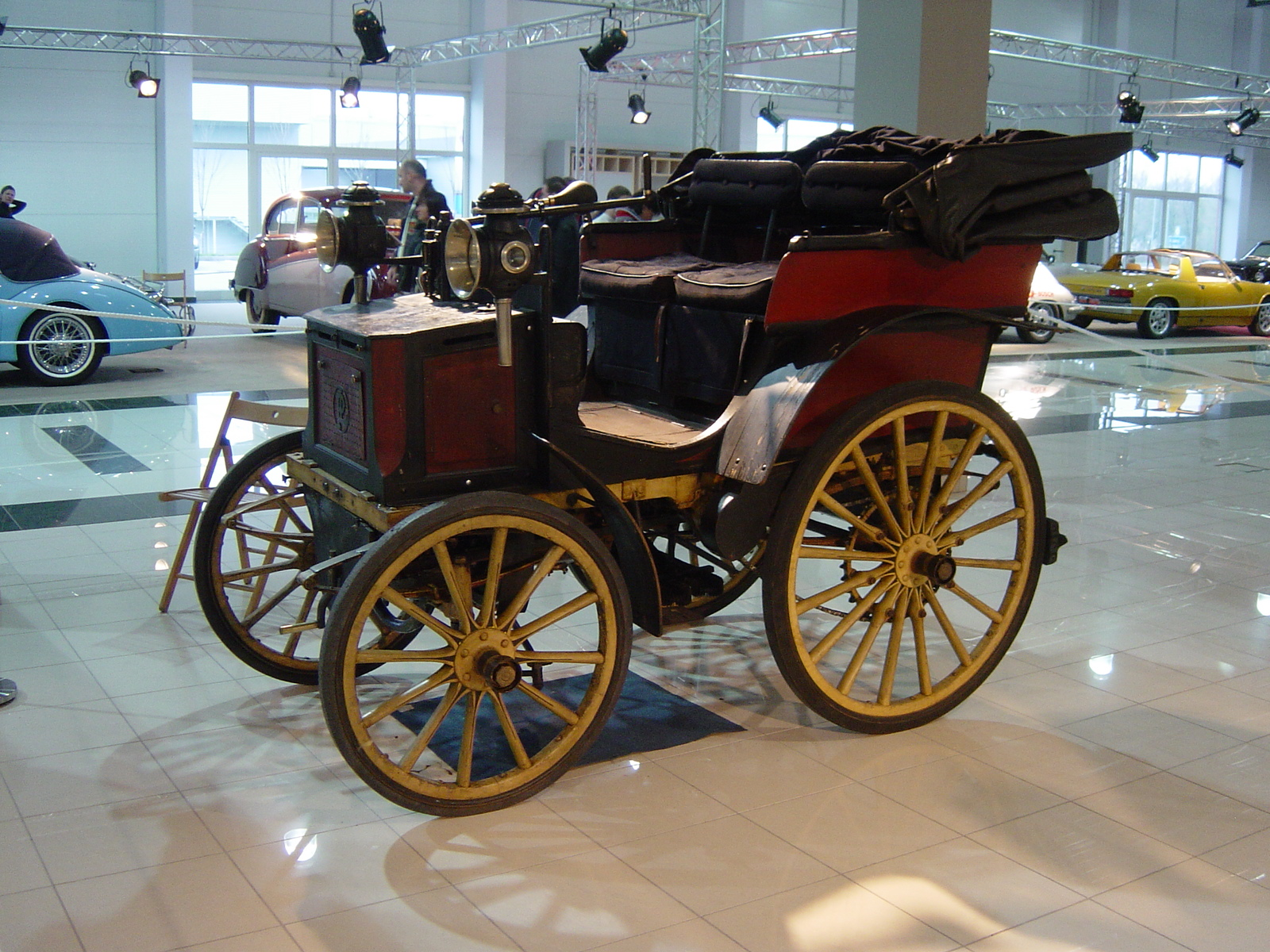
Prototype Type M2A à moteur Phoenix Type M, 8 ch, 1895.
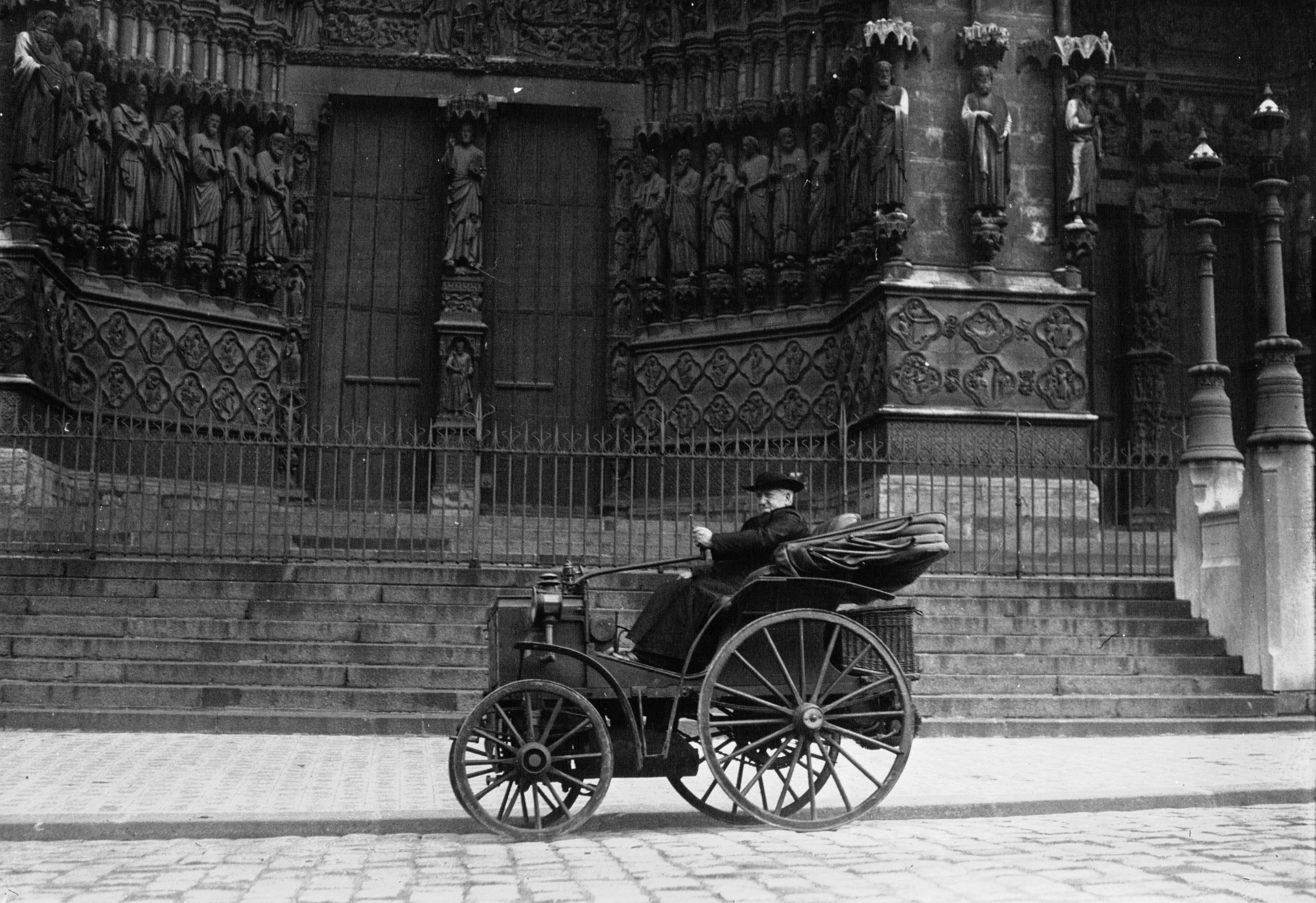
L'abbé Gavois, propriétaire de la plus vieille voiture du monde, une Panhard-Levassor de 1891 surnommée "Antoinette"
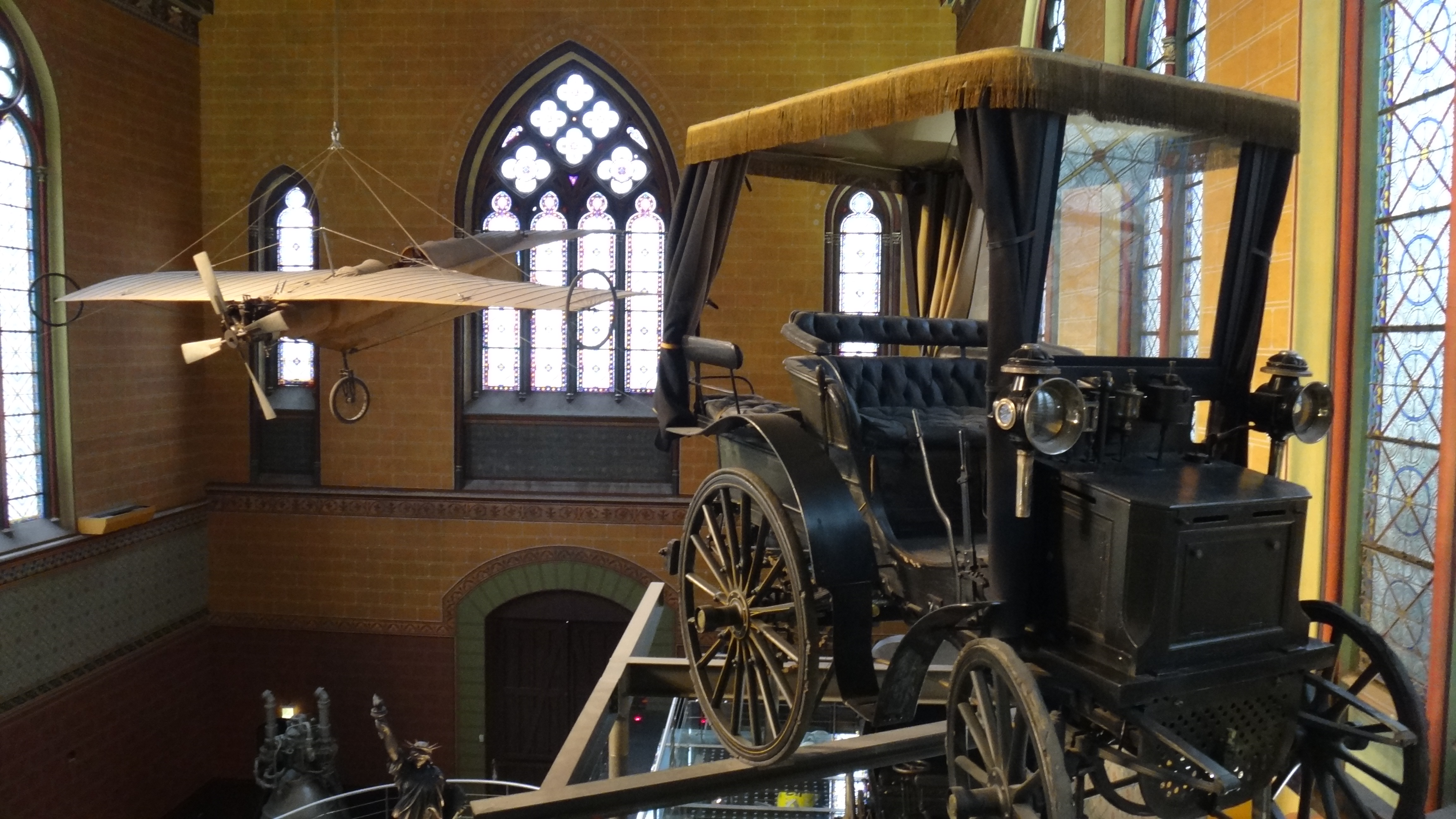
Type P2D de l'industriel Emanuel Buxtorf, Musée des arts et métiers, Paris.
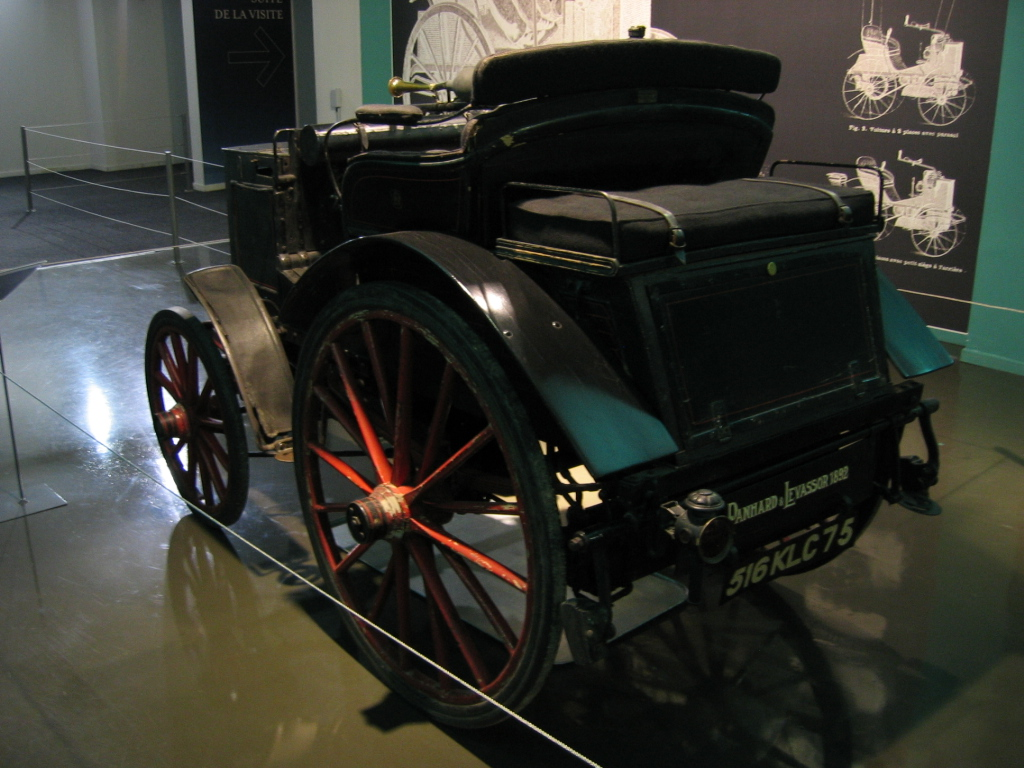
Type P2D.

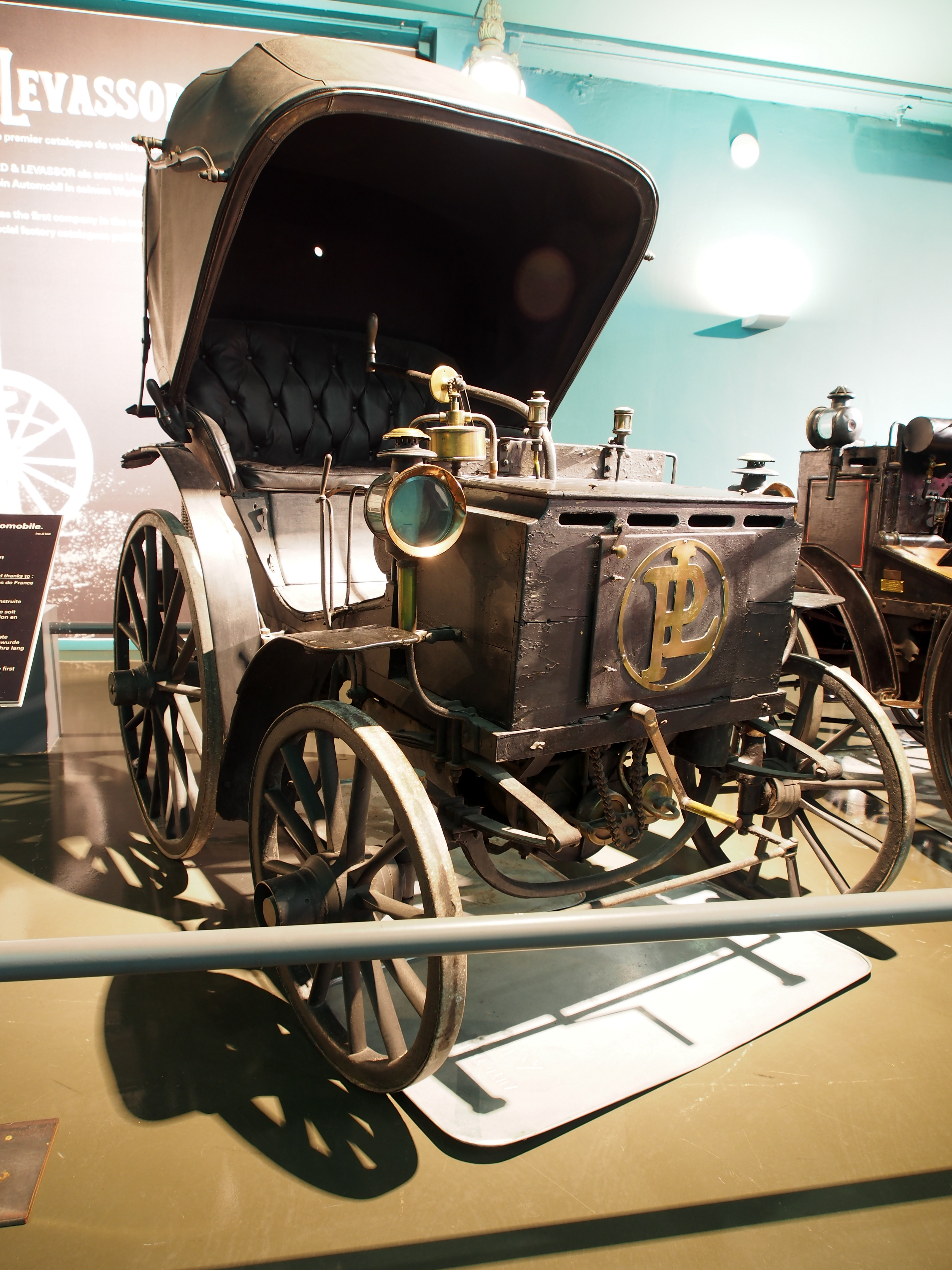
Type P2C n°77, à capote, de Emanuel Buxtorf, 1891, reconnue à ce jour comme « plus ancien véhicule automobile à essence du monde encore en circulation », classée aux monuments historiques en 2013, Cité de l'automobile de Mulhouse.

En 1889, ses rivaux allemands Gottlieb Daimler et Wilhelm Maybach mettent au point de leur côté leur prototype Daimler Stahlradwagen, première automobile à quatre roues avec moteur à essence (moteur Daimler Type P, deux cylindres en V), carburateur à gicleur à essence, de leur invention, qu'ils présentent sur le stand Panhard et Levassor de la galerie des « machines et des progrès techniques » de l'Exposition universelle de Paris de 1889.
Gottlieb Daimler fonde son industrie Daimler-Motoren-Gesellschaft en 1890, et s'associe en France, avec les industriels René Panhard, Émile Levassor et Armand Peugeot de la famille Peugeot (fabricants de la Peugeot Type 1 à vapeur, à 64 exemplaires en 1889), qui s'inspirent de ce modèle pour orienter leurs industries automobiles vers ces premiers moteurs à essence révolutionnaires à l'époque, sous brevet et licence Daimler, avec ces premières Panhard & Levassor Type A. Panhard & Levassor détenteur exclusif des licences d'exploitation de brevets Daimler pour la France (licences Daimler), devient alors premier constructeur automobile mondial, et fournit les moteurs V2 Daimler à Peugeot de 1890 à 1896 pour ses Peugeot Type 2, et Peugeot Type 3 (fabriquées à 64 exemplaires entre 1891 et 1894)… Les moteurs à essence s'imposent rapidement chez l'ensemble des nombreux constructeurs automobiles de prototypes concurrents de l'époque, en démultipliant les perspectives de la Révolution industrielle d'alors, en même temps que la révolution de l’électricité de Thomas Edison (General Electric). Carl Benz et Paul Daimler (héritier de Gottlieb Daimler) fusionnent leurs industries en Mercedes-Benz en 1926.

## Musées et monument historique
La Panhard & Levassor Type A P2C no 77 est achetée le 4 décembre 1891 par l'industriel Emanuel Buxtorf, revendue en 1896 à l’abbé Jules Gavois, qui la baptise Antoinette en l'honneur de saint Antoine de Padoue, et parcours 40 000 km avec en 26 ans de service. Elle est reconnue à ce jour comme « plus ancien véhicule automobile à essence du monde encore en circulation », et classée aux monuments historiques par la direction régionale des Affaires culturelles en 2013. Elle est à ce jour exposée dans un remarquable état d’origine à la Cité de l'automobile / Collection Schlumpf de Mulhouse en Alsace. Un autre modèle de P2D d'Emanuel Buxtorf est exposé au Musée des arts et métiers de Paris, et fait l'objet de l'article de référence sur le sujet : J.-M. Van Houtte, « La Panhard & Levassor d'Emanuel Buxtorf », L'Est-Éclair,‎ 31 août 2012 (lire en ligne [archive du 19 août 2016]).

## Caractéristiques
- 5 versions de Panhard & Levassor Type A :
  - P2A : premier prototype de 1890, avec moteur arrière[6]
  - P2B : second prototype de 1891, à moteur avant
  - P2C : 15 exemplaires, moteur V2 Daimler Type P, 817 cm3, 1,5 ch, 12 km/h
  - P2D : 180 exemplaires, moteur V2 Daimler Type P, 921 à 1 290 cm3, 2 à 3,75 ch
  - M2A : prototype de 1895, à moteur Phoenix Type M, deux ou quatre cylindres, 8 ch, conçu conjointement par Émile Levassor et Gottlieb Daimler, pour équiper les modèles suivant Panhard & Levassor A1 et A2 et Daimler Phoenix
- Moteur avant, à transmission par chaîne
- Direction par barre franche horizontale (queue de vache), puis en 1894 par les premiers volants de l'histoire de l'automobile.

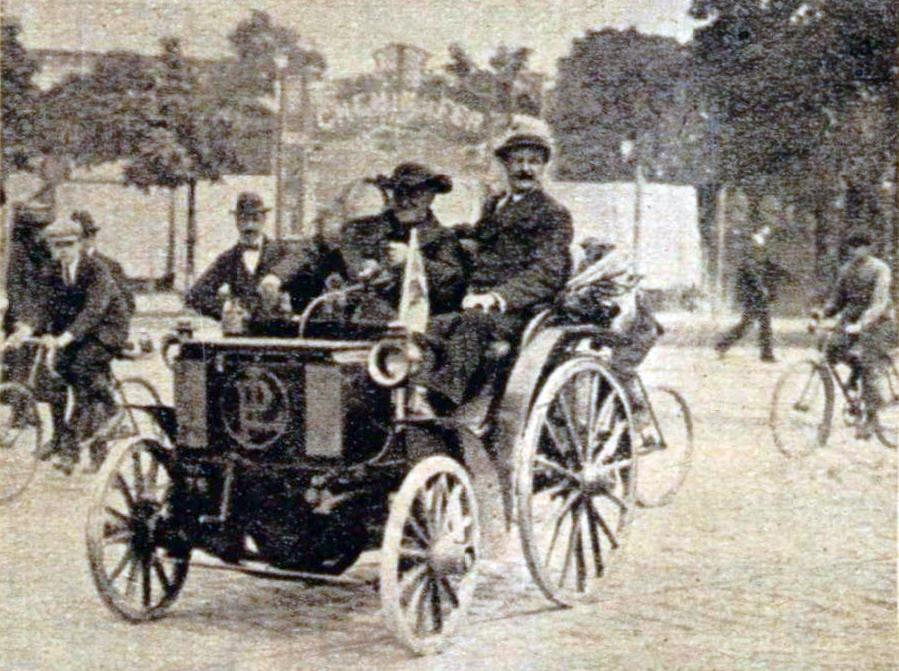
La Panhard Type A no 77 de l'abbé Jules Gavois, dite « Antoinette ».
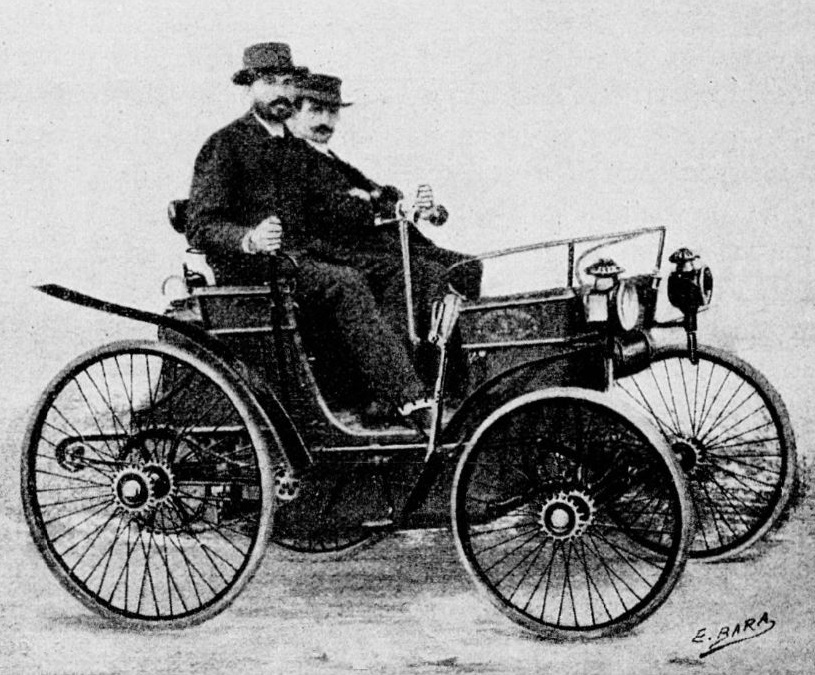
La même année, Louis Rigoulot et Auguste Doriot sur Peugeot Type 3 à moteur V2 Daimler, Paris-Brest-Paris.
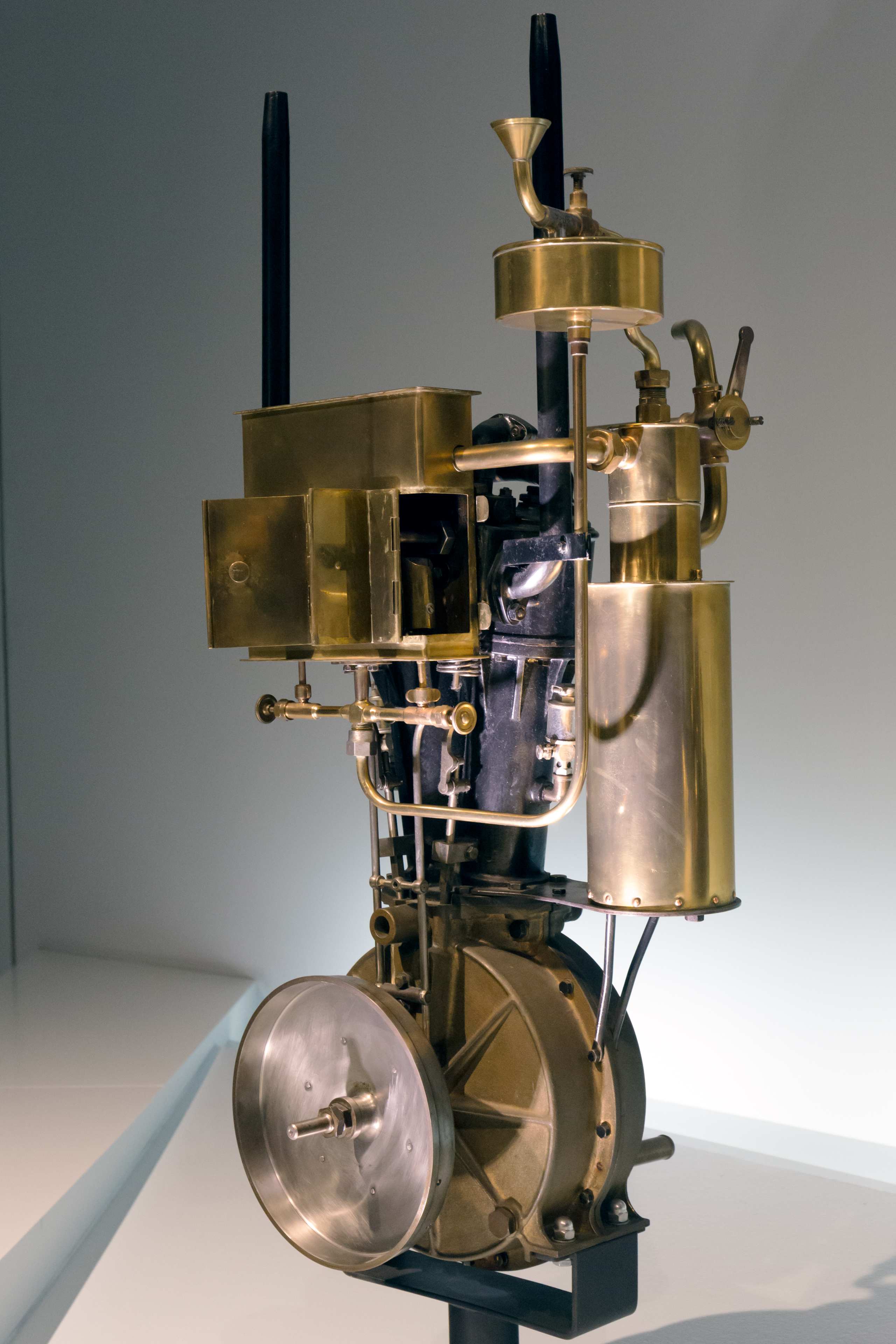
Moteur Daimler Type P V2.
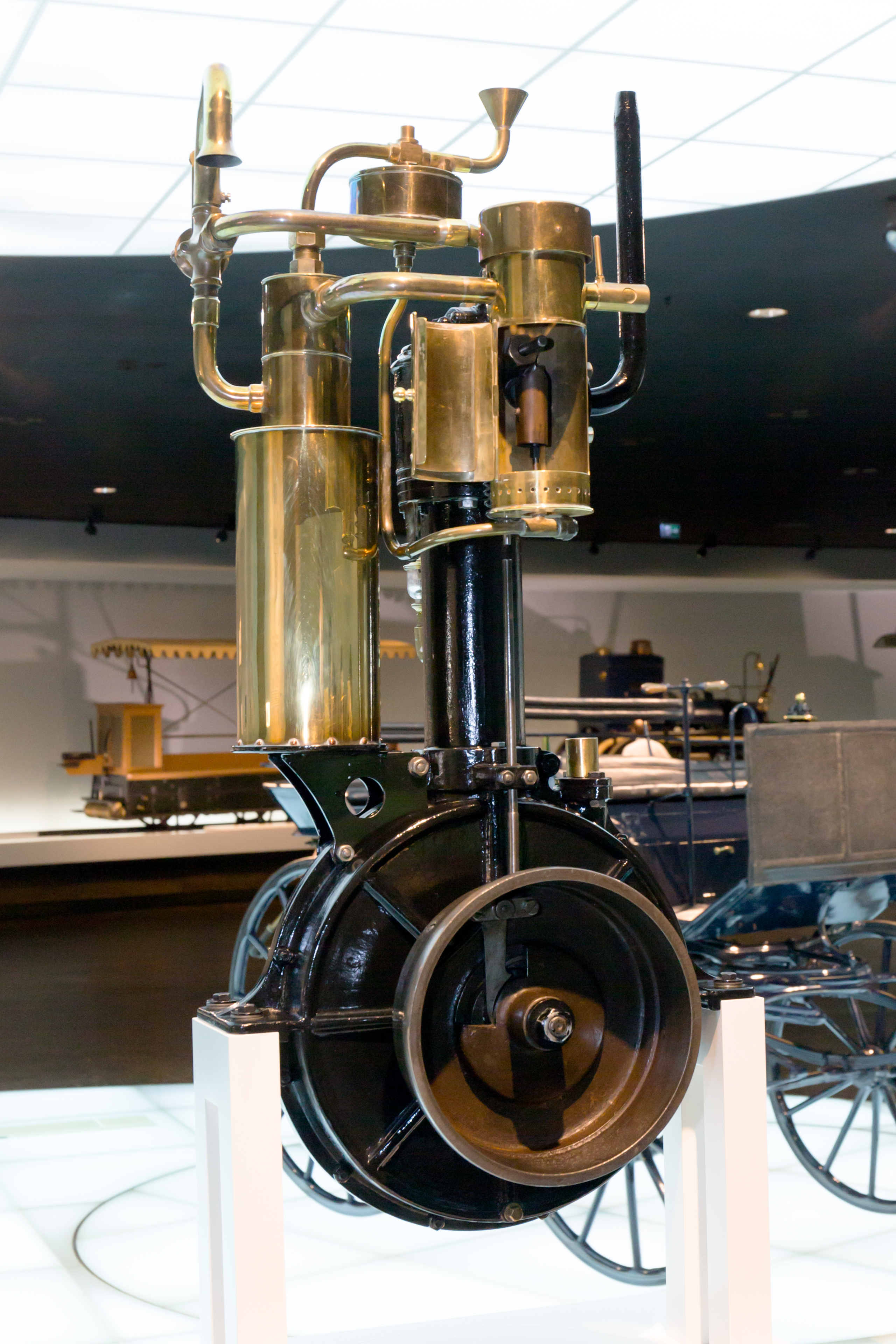
Moteur V2 Daimler.
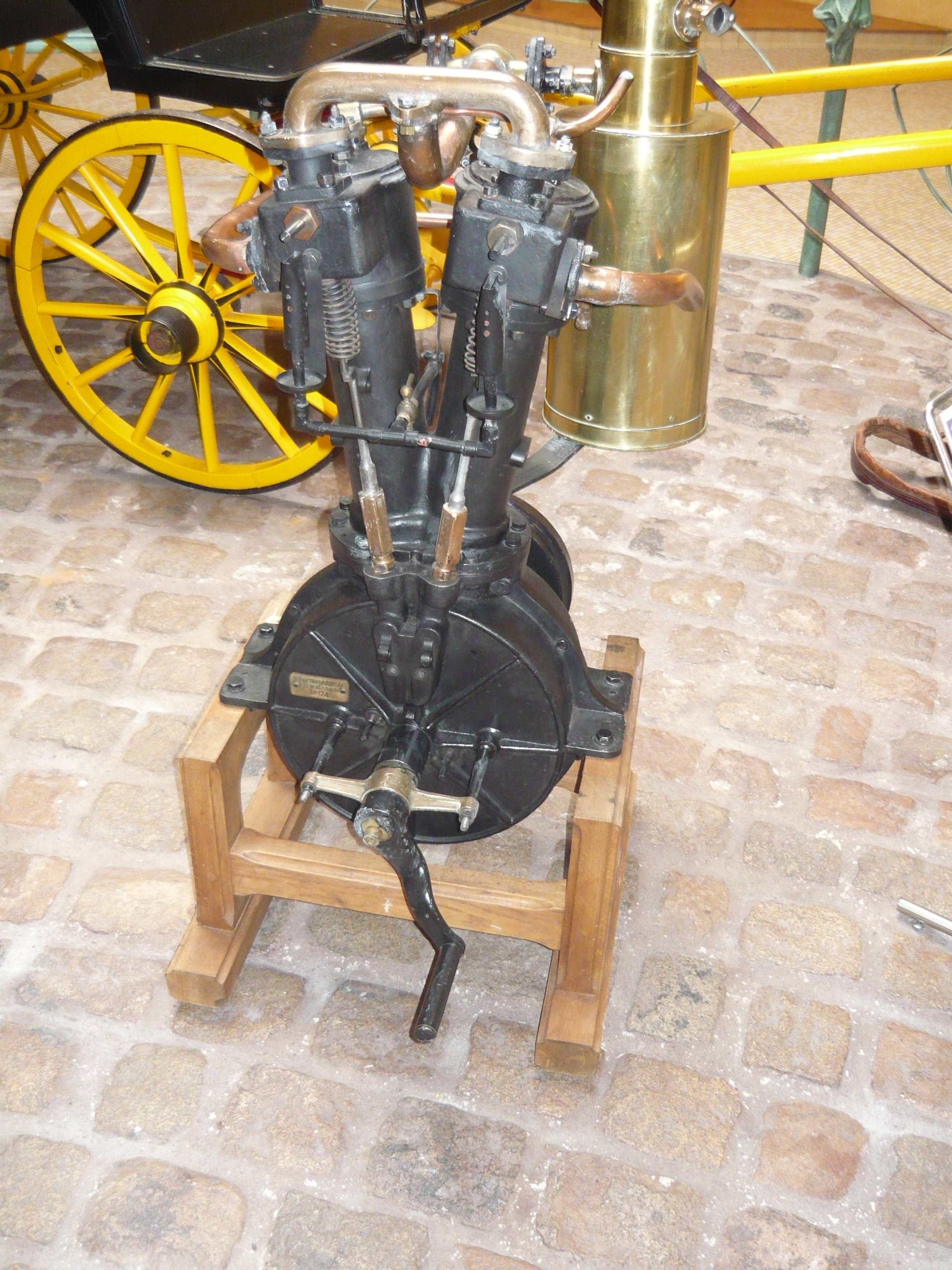
Moteur V2 Daimler de Peugeot Type 2 et suivantes.
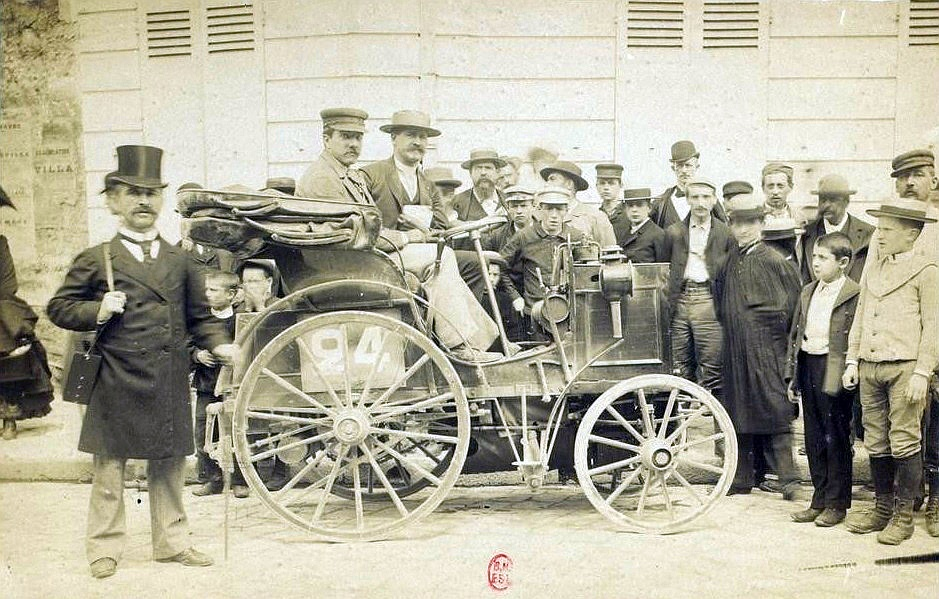
Premier volant de l'histoire de l'automobile, N°24 Paris-Rouen de 1894, piloté par Alfred Vacheron.
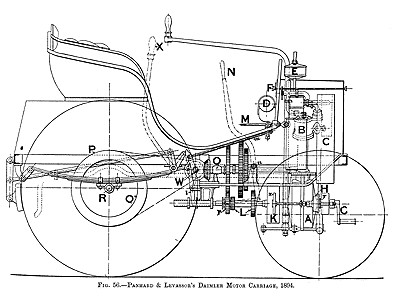
Dessin technique.

## Compétition
Grace aux moteurs Daimler, les voitures Panhard & Levassor dominent la compétition automobile jusqu'en 1900. Ce véhicule participe et s'impose de façon retentissante aux premières courses automobile de l’histoire de l'automobile, qu'elle remporte de façon dominante sur les autres énergies de l'époque (animale, hippomobile, à vapeur, à gaz, électrique, à air comprimé, hydraulique...) aux côtés des Peugeot Type 3 et autres, avec pour pilotes Émile Levassor, René Panhard, Hippolyte Panhard, Émile Mayade…, dont :
- 1891 : Paris-Brest-Paris, les employés Peugeot Louis Rigoulot et Auguste Doriot, sur Peugeot Type 3 à moteur V2 Daimler Panhard & Levassor, record du plus long trajet d'une automobile, avec 2 100 km à partir des Usines Peugeot Sochaux / Valentigney, plus 1 200 km de course effective.
- 1893 : Paris-Nice, Hippolyte Panhard, quatrième
- 1894 : Paris-Rouen (126 km, organisé par le Petit journal), René Panhard, vainqueur ex-æquo avec la Peugeot Type 5 du pilote Auguste Doriot
- 1895 : Paris-Bordeaux-Paris, Émile Levassor, vainqueur avec 1190 km, en 48 heures et 47 min
- 1896 : Paris-Marseille-Paris, Émile Mayade, no 5, vainqueur avec 1652 km, en 67 heures et 42 min, moteur Phoenix M2A Type M, 8 ch (Émile Levassor disparaît en 1897 des suites des blessures de son accident lors de cette course)

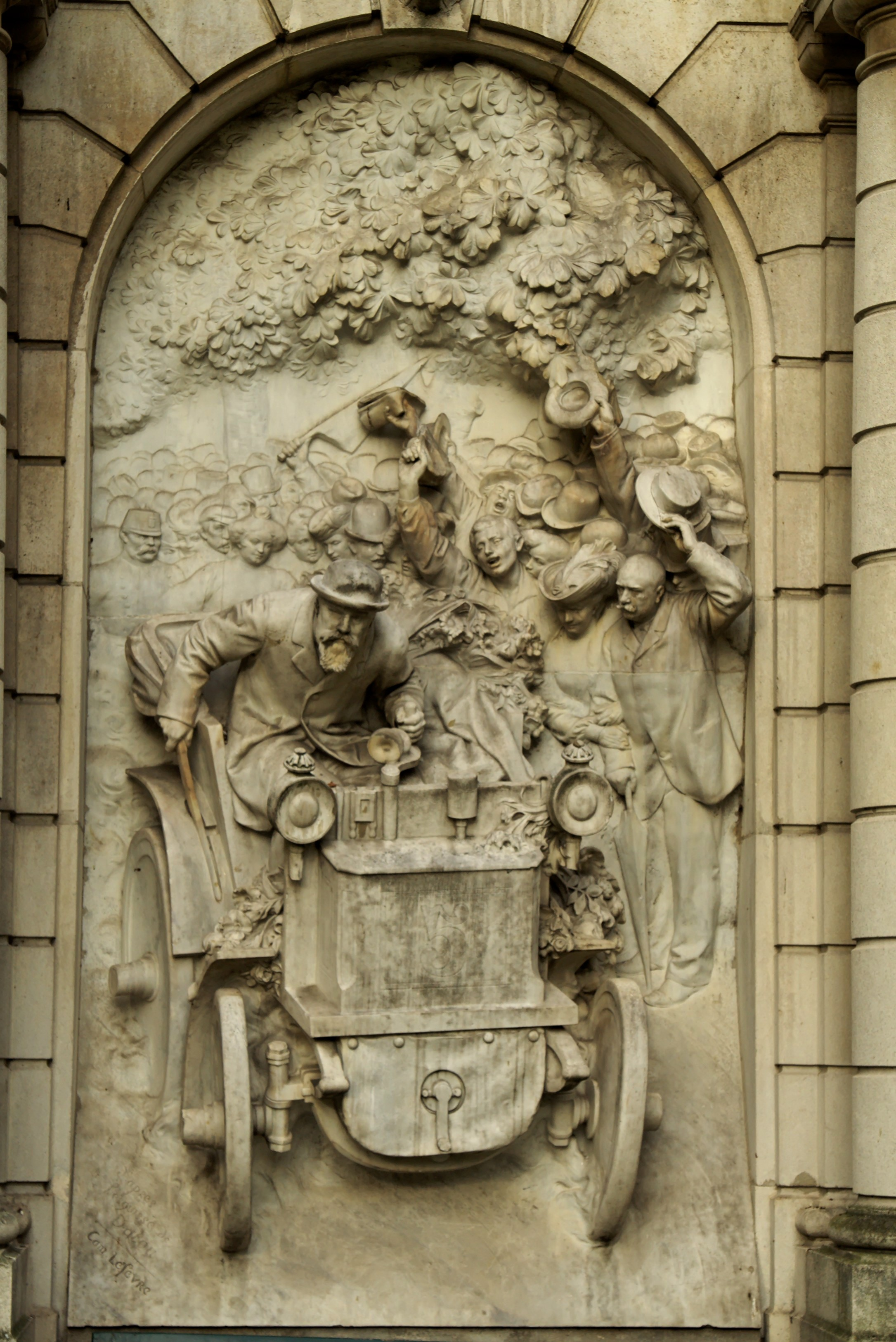
Square Alexandre-et-René-Parodi.
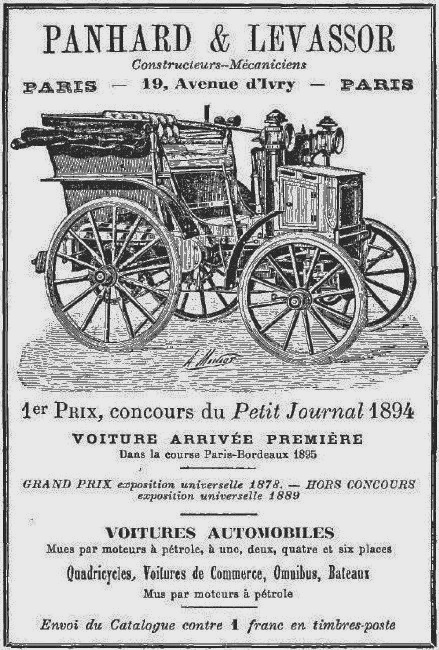
Publicité Panhard & Levassor de 1896.
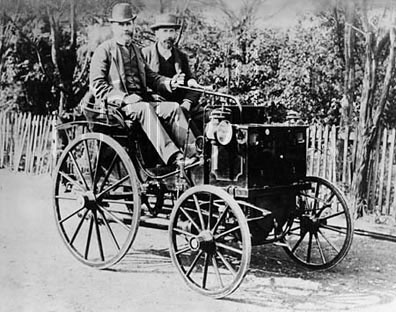
Pilotée par René Panhard, et Émile Levassor.
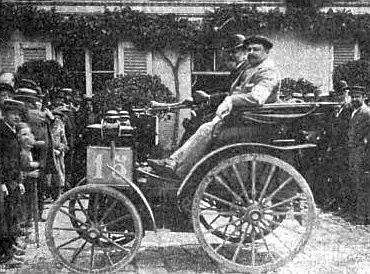
no 15 d'Émile Levassor, course Paris-Rouen de 1894.
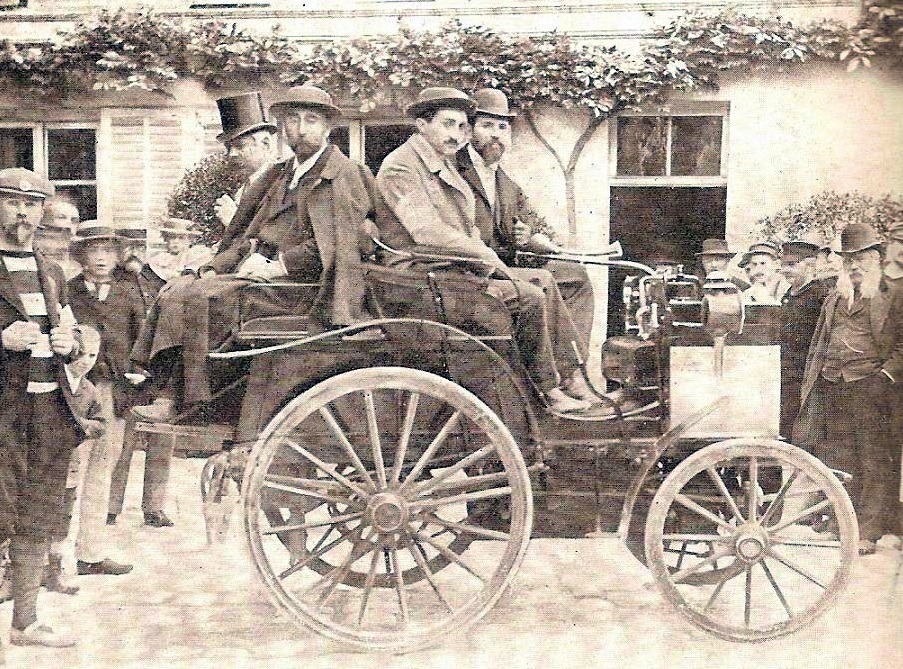
no 13 d'Hippolyte Panhard, course Paris-Rouen de 1894.
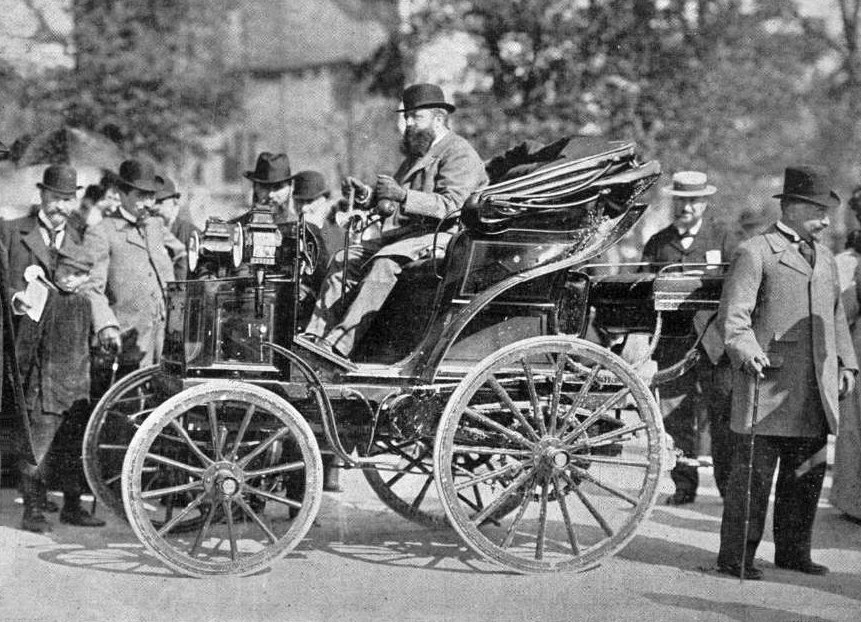
Paris-Marseille-Paris de 1896, pilotée par A Menier.
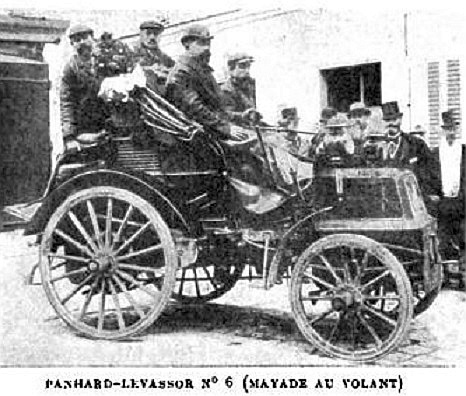
Victoire du Paris-Marseille-Paris, Émile Mayade, avec moteur Type M Phoenix.